# Ceratinoptera peruviana
Ceratinoptera peruviana är en kackerlacksart som beskrevs av Brunner von Wattenwyl 1865. Ceratinoptera peruviana ingår i släktet Ceratinoptera och familjen småkackerlackor.
Artens utbredningsområde är Peru. Inga underarter finns listade i Catalogue of Life.